# ムジナタケ
ムジナタケ（狢茸、学名: Lacrymaria lacrymabunda）は、ナヨタケ科ムジナタケ属に属する傘が茶色い小型から中型のキノコ（菌類）。和名の由来は、茶色で繊維状のささくれがある傘をもつことから、ムジナ（ニホンアナグマ、タヌキなどの異称）の毛皮を思わせるのでこの名がついた。秋田県ではガサガサの地方名で呼ばれる。

## 分布・生態
北半球の道端や草地に分布する。
腐生菌（腐生性）。初夏から秋にかけて、庭先、道端、草地、雑木林の中などに子実体が発生する。道端や公園などに群生することが多く、人目につきやすい。ハタケシメジやツチスギタケなどと一緒に生えていることもある。幼菌のひだは透明な水滴で覆われており、傘が開いてしずくが落ちると柄に黒いしみがつく。

## 形態
傘径5 - 11センチメートル (cm) 。若い時期は鐘形から半球形だが、のちに平たい丸山形になる。傘の表は茶褐色から黄褐色で、ささくれに覆われてフェルト状になる。縁は白色、はじめ皮膜の名残が垂れ下がる。傘の裏のヒダははじめ灰褐色から汚褐色のちに暗紫褐色になり、黒い斑点が現れ、柄に対して直生か湾生し、やや密に並ぶ。胞子紋は黒紫色。
柄は上下同大で中空、高さ5 - 14 cm、ときに基部が膨らむ。柄の表面は傘とほぼ同色で同様の繊維毛に覆われ、柄の上部は白色粉状で不完全なツバがあり、白色で綿毛状。つばの上部は淡色で下部は繊維状のささくれに覆われる。
胞子の表面はイボ状である。

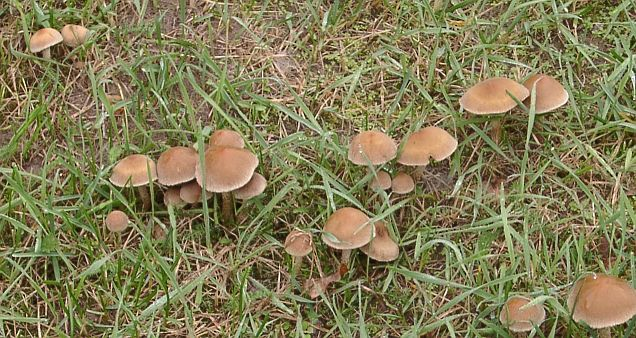
草むらに群生したムジナタケ
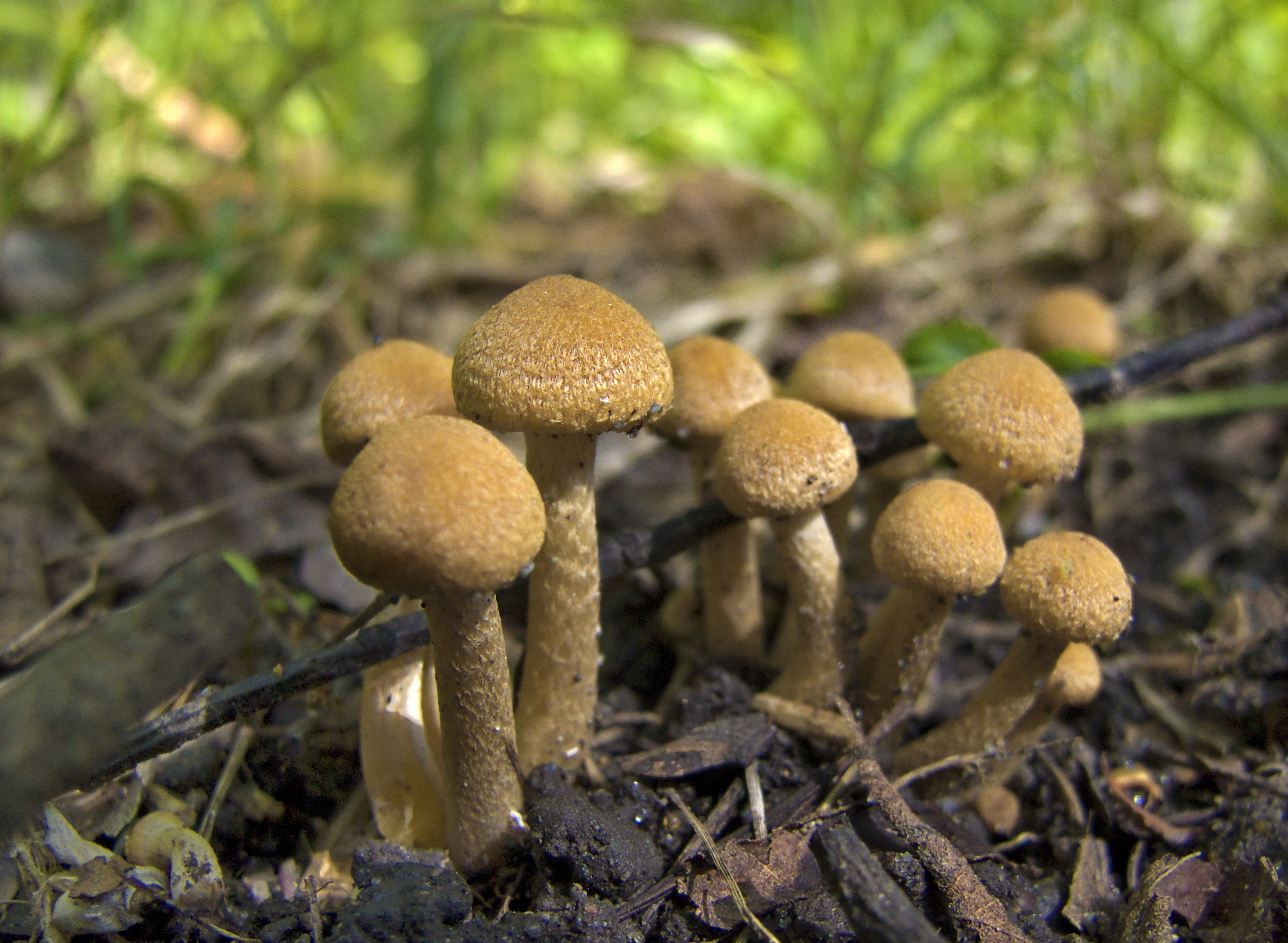
幼菌
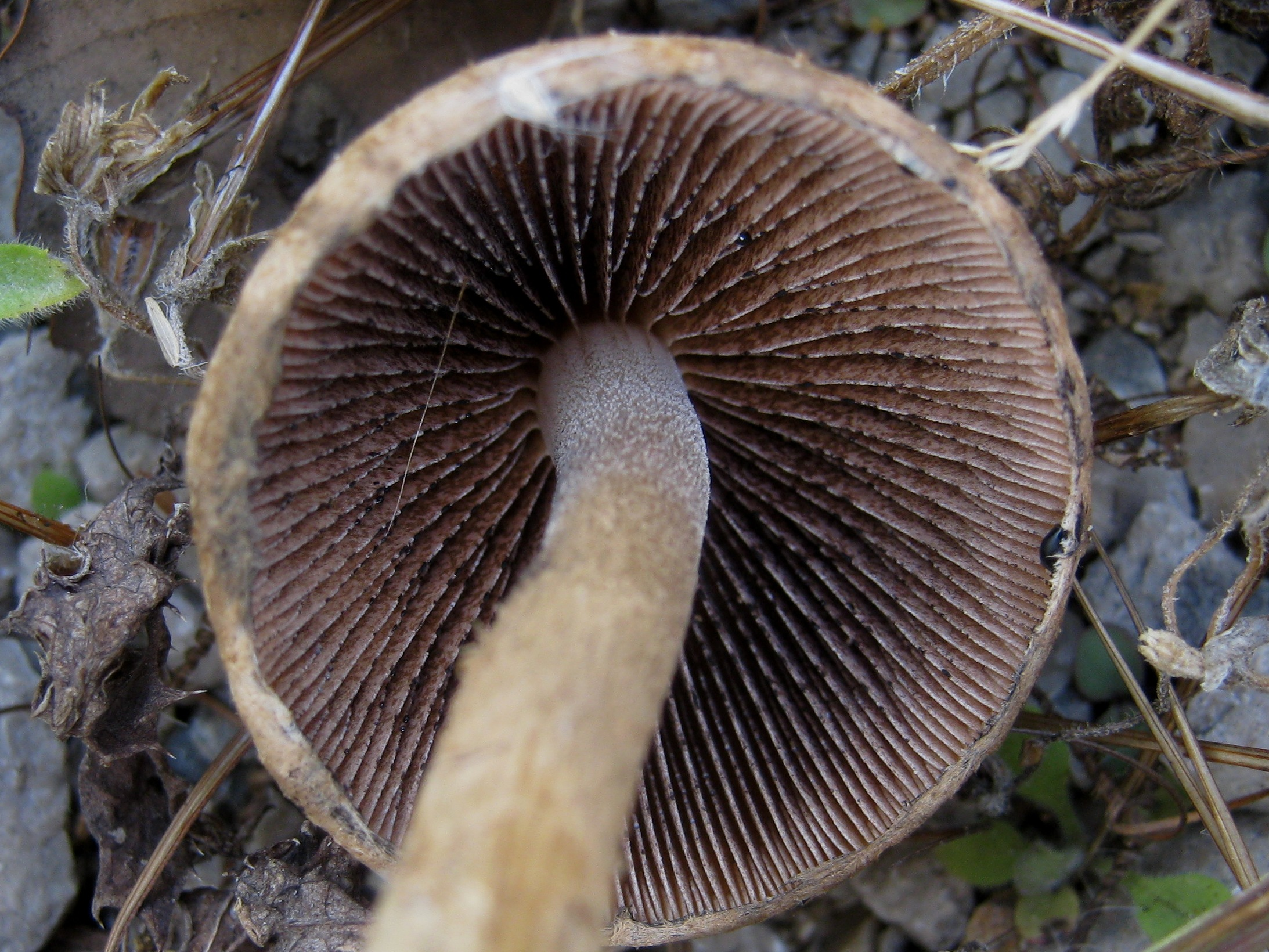
ヒダは黒い斑点が現れる
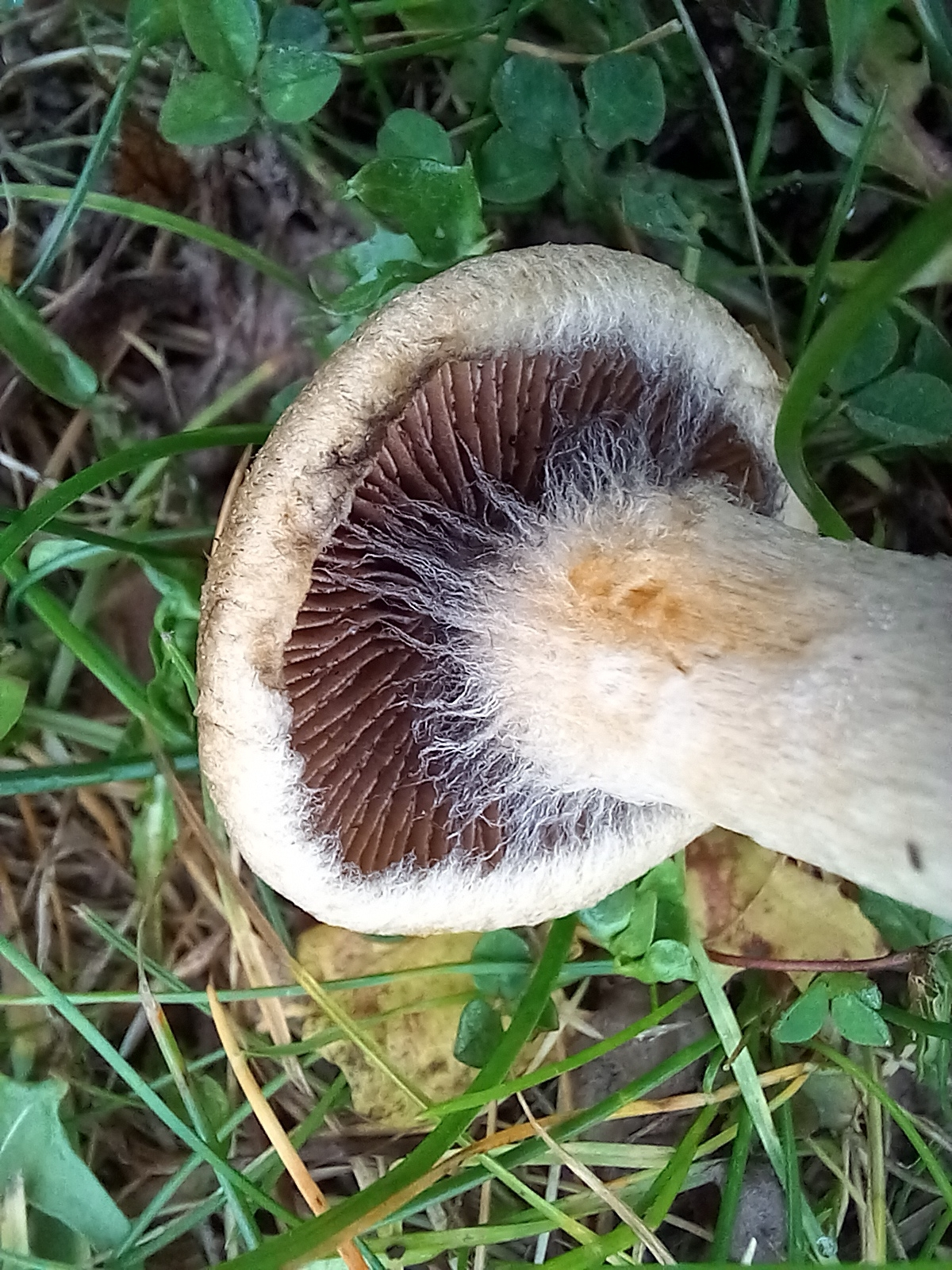
ツバは不完全で糸くず状

## 利用
食用とされることもあるキノコで、炒めたり揚げたりするとよく、においや味に癖がないため、軽く茹でて下処理してからにんにくとバターで炒めたり、なすと油味噌にするとおいしい。鉄板焼き、野菜炒め、天ぷら、フライ、卵とじにしても合う。
しかし、食べた後に胃の不調を発症したと報告する人もおり、頭痛、腹の不調、じんましんなどのアレルギー反応が起きるとされるが、どのような毒がどれくらい含まれており、それがどれくらい人に作用するかは定かではない。ただし、レクチンなどの化合物が含まれることは分かっており、これが毒成分である可能性がある。このキノコを危険を冒してまで食べる価値はないという意見もある。